# Ню Йорк (Украйна)
Ню Йорк (на украински: Нью-Йорк; на руски: Нью-Йорк) е посьолок в Бахмутски район, Донецка област, Източна Украйна. Намира се на 38 километра северно от Донецк. От 1951 до 2021 г. селището се нарича Новгородске (на украински: Новгородське; на руски: Новгородское).

## История
Селището е основано от менонити, поканени в Руската империя от Екатерина II. След Октомврийската революция, те са депортирани в Амурска област.
До октомври 1951 г. селището носи името Ню Йорк, но след разразилата се Студена война покрай влошаването на отношенията между САЩ и СССР то е преименувано на Новгородске. През 2021 г. е върнато историческото му име в хода на декомунизацията в Украйна.

## Икономика
Посьолокът разполага с фенолен завод, а по-рано е работил и машиностроителен завод. Ню Йорк се обслужва от железопътна гара „Фенолна“.